# Ni vu, ni connu (film)
Pour les articles homonymes, voir Ni vu, ni connu.
Série
L'Affaire Blaireau (film, 1932) L'Affaire Blaireau (téléfilm) (2010)
Pour plus de détails, voir Fiche technique et Distribution.
Ni vu, ni connu est un film français réalisé par Yves Robert et sorti en 1958. Inspirée du roman L'Affaire Blaireau d'Alphonse Allais, publié en 1899 dans La Revue blanche, la comédie est l'un des premiers films à offrir un rôle principal à l'acteur Louis de Funès, entouré de Moustache et de deux futurs grands noms du cinéma comique français, les jeunes Pierre Mondy et Claude Rich. À sa sortie en avril 1958, Ni vu, ni connu recueille de très bons résultats au box-office, obtenant plus de deux millions de tickets d'entrée. Le film est la troisième adaptation au cinéma du livre après le film muet de 1923 L'Affaire Blaireau de Louis Osmont puis le film L'Affaire Blaireau réalisé par Henry Wulschleger, en 1932. Un téléfilm éponyme est réalisé en 2010 par Jacques Santamaria, dans le cadre de la série Contes et nouvelles du XIXe siècle sur la chaîne France 2.
On peut noter que le scénario adapté par Yves Robert, Jean Marsan et Jacques Celhay se distingue du roman, notamment en supprimant l'aspect criminel, en le remplaçant par un traitement plus trivial, léger et comique.

## Synopsis
Dans la ville de Montpaillard, la rivalité entre le facétieux braconnier Blaireau, aidé de son Jack Russell terrier « Fous-le-Camp », et son ennemi le garde-champêtre Parju provoque bien des remous. Le moindre prétexte est bon à Parju pour « coffrer » Blaireau. Parfaitement formé à l'exercice, Blaireau parvient à surclasser les principaux notables par son talent, lors du concours de pêche organisé par la commune, dont il est très largement vainqueur.
Lors d'une méprise, alors que le garde champêtre est assommé par inadvertance par Armand Fléchard, jeune professeur de piano amoureux d'Arabella la fille des châtelains, Parju croit que Blaireau est l'auteur du délit. Il le fait arrêter illico et, jugé coupable, Blaireau est incarcéré. Les notables de la commune ont toujours bénéficié des activités de Blaireau et de ses prouesses en ce qui concerne les poissons, les écrevisses et le gibier. La pénurie commence à devenir pénible pour tous. La ville entière se ligue pour sortir le présumé coupable de cette situation et prend le parti du sympathique hors-la-loi. Toutefois, de son côté, Blaireau sait tirer avantage avec malice de toutes les situations, y compris de ces quelques jours de prison. Acceptera-t-il sortir de prison où il se trouve comme un coq en pâte ?

## Fiche technique

Les acteurs principaux
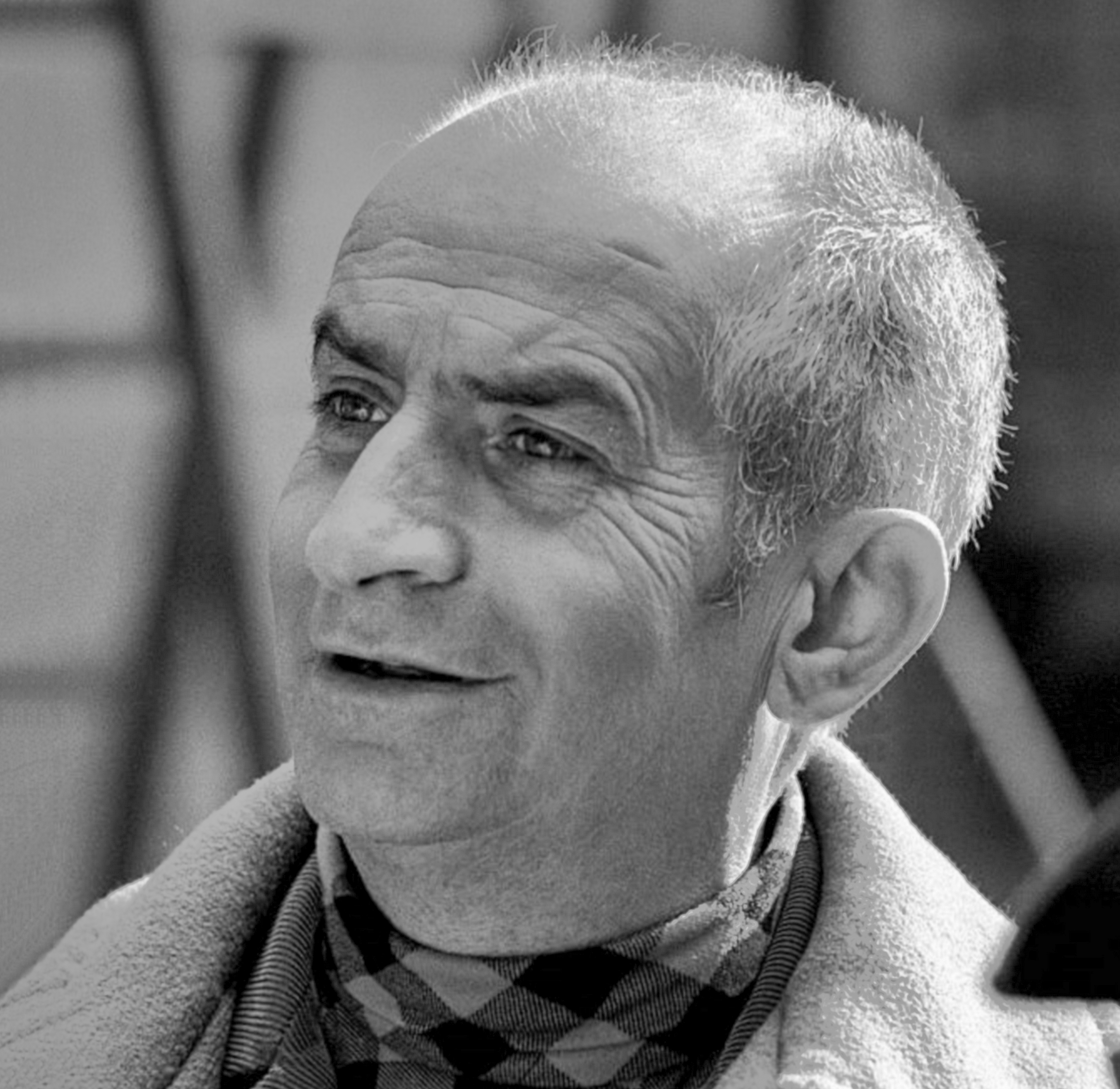
Louis de Funès
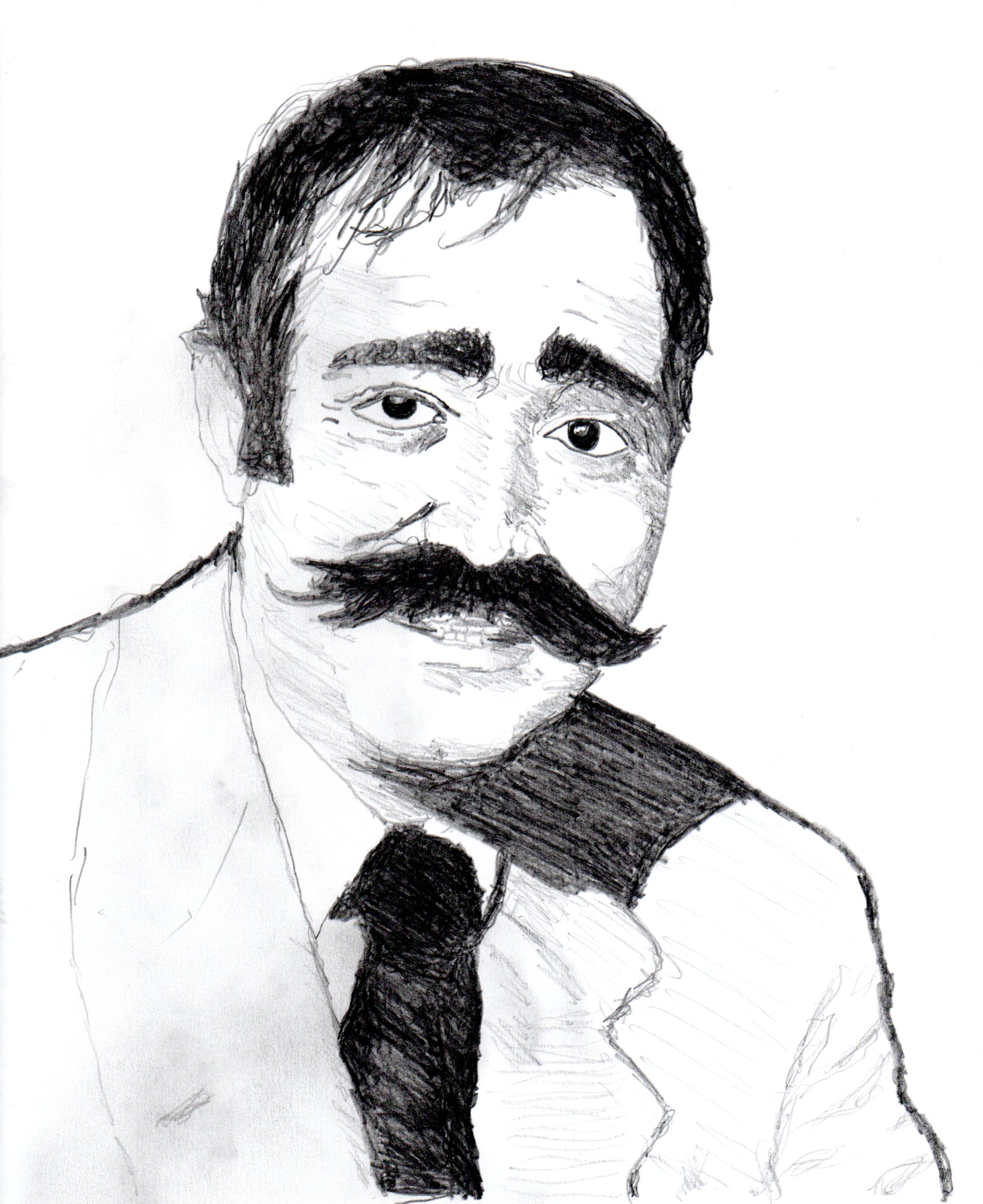
Moustache
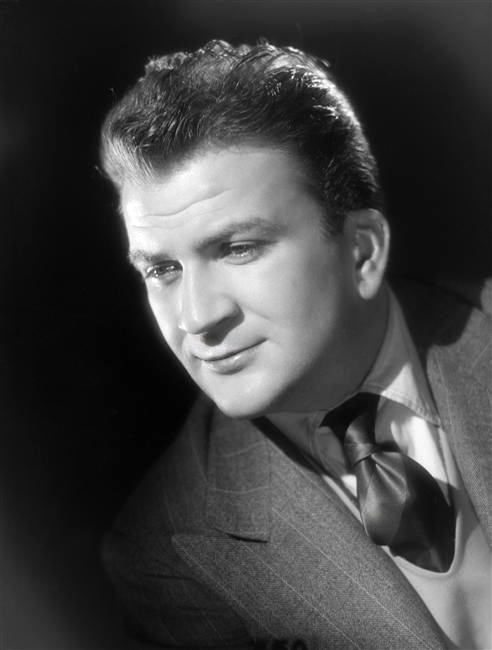
Pierre Mondy
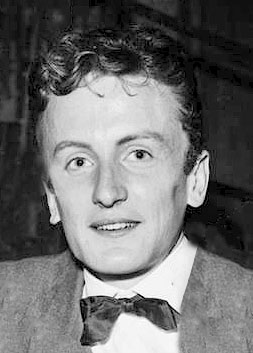
Claude Rich
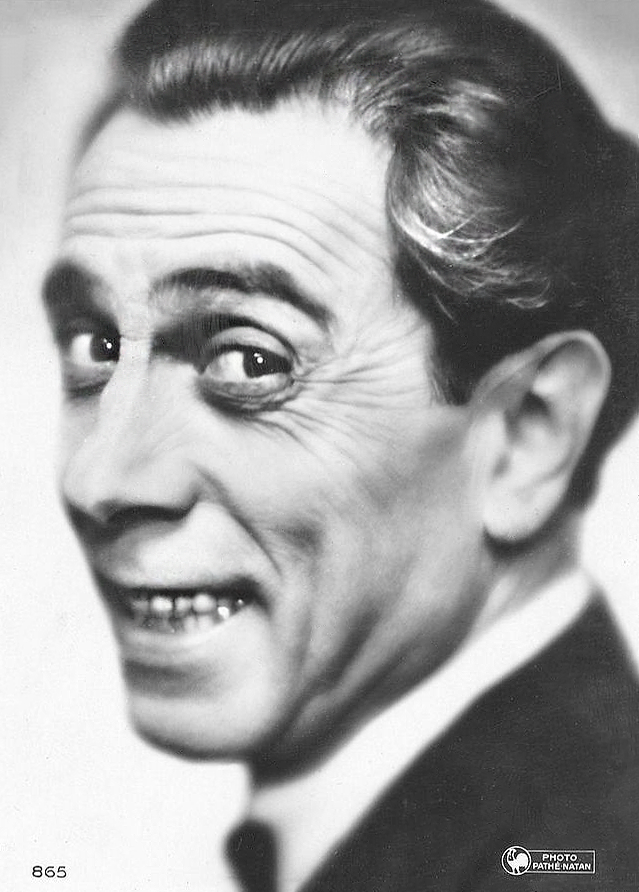
Frédéric Duvallès
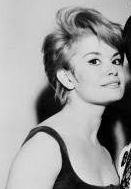
Noëlle Adam
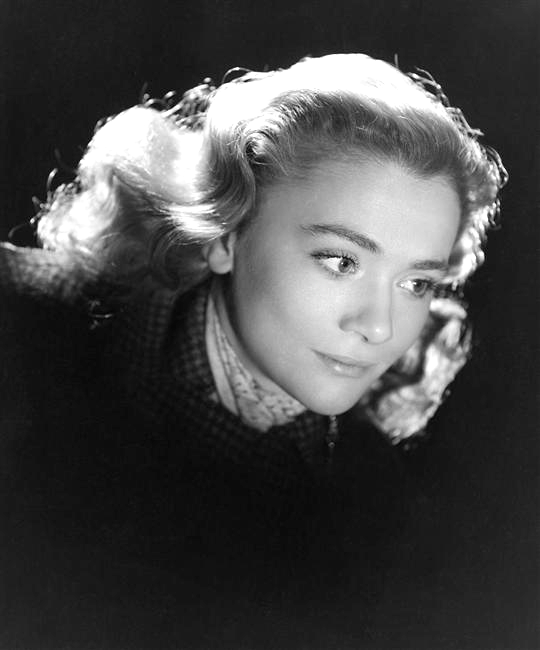
Danièle Delorme
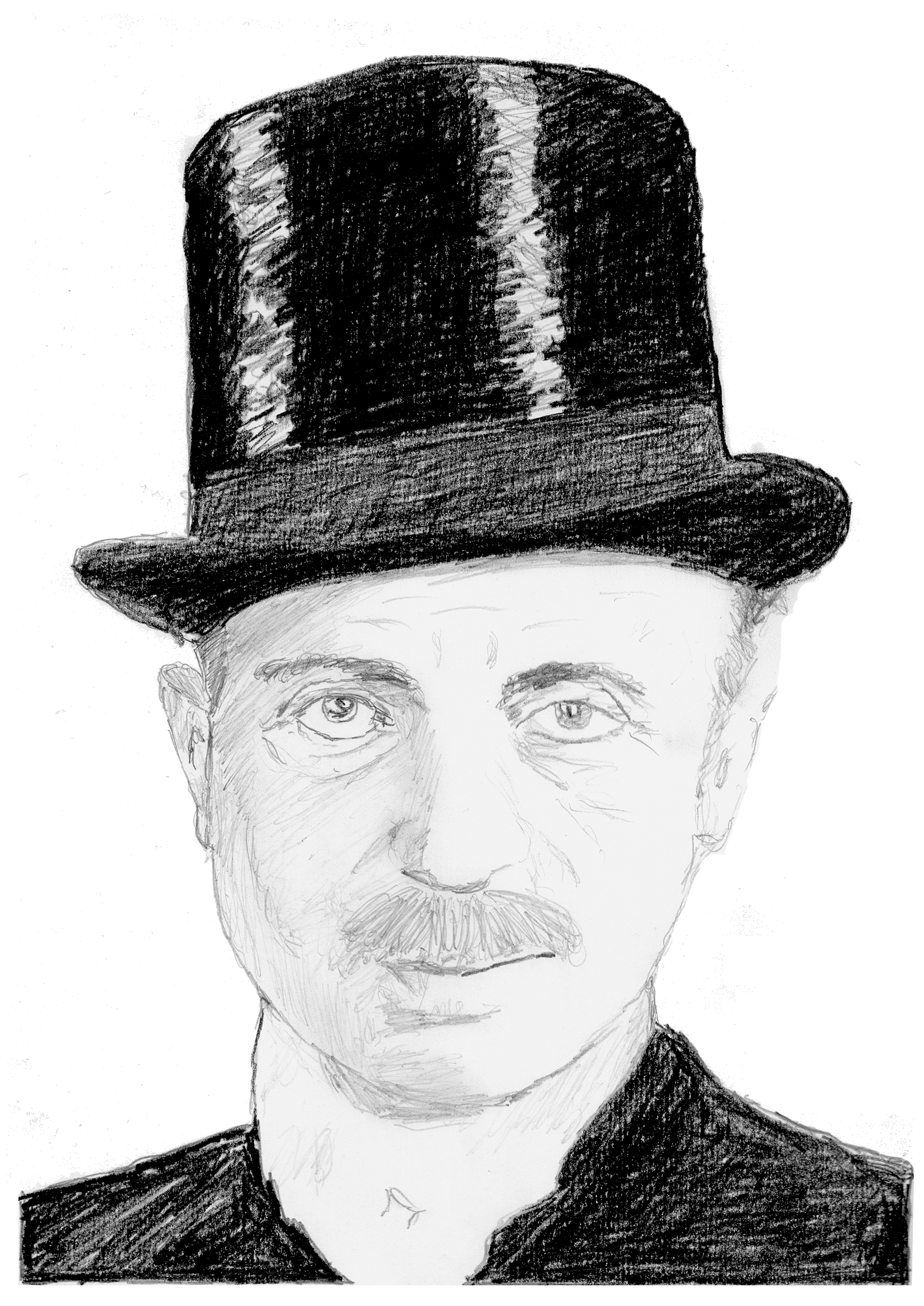
Roland Armontel
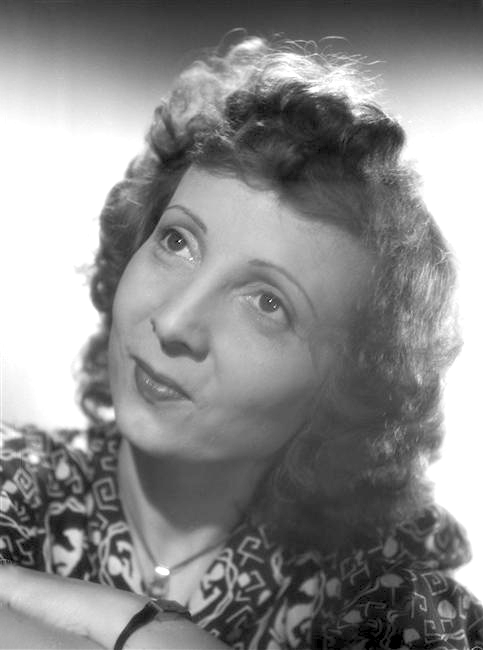
Madeleine Barbulée
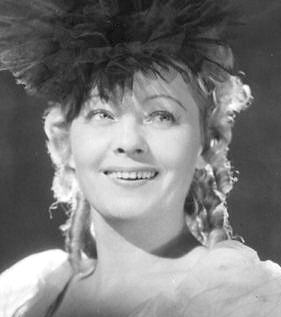
Monette Dinay
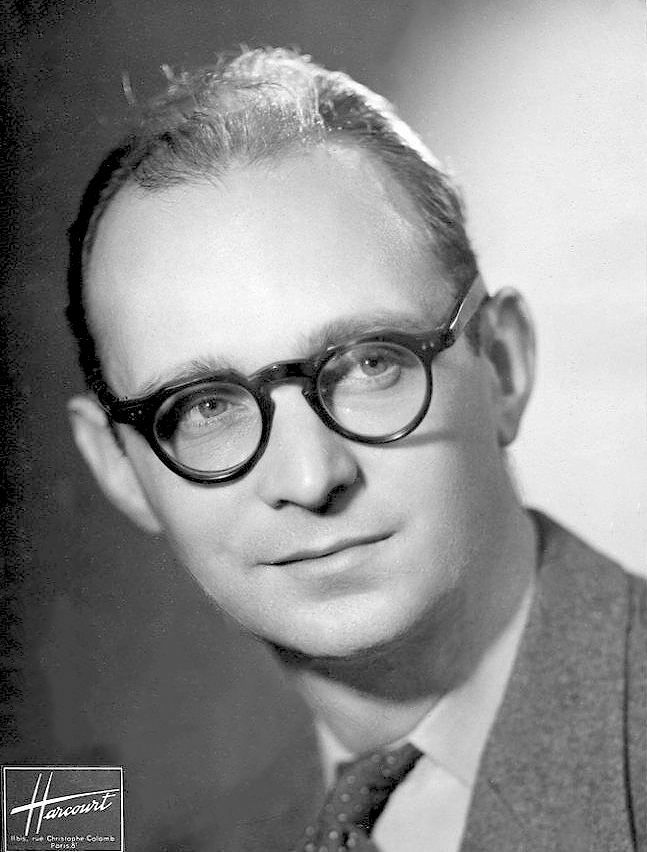
Robert Vattier
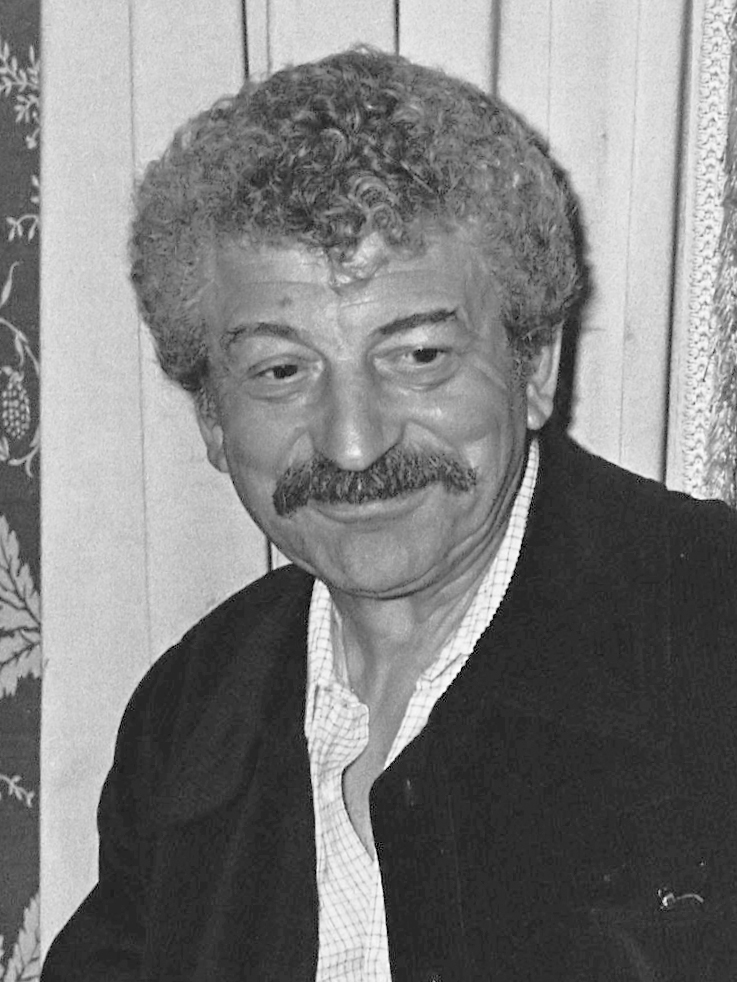
Yves Robert
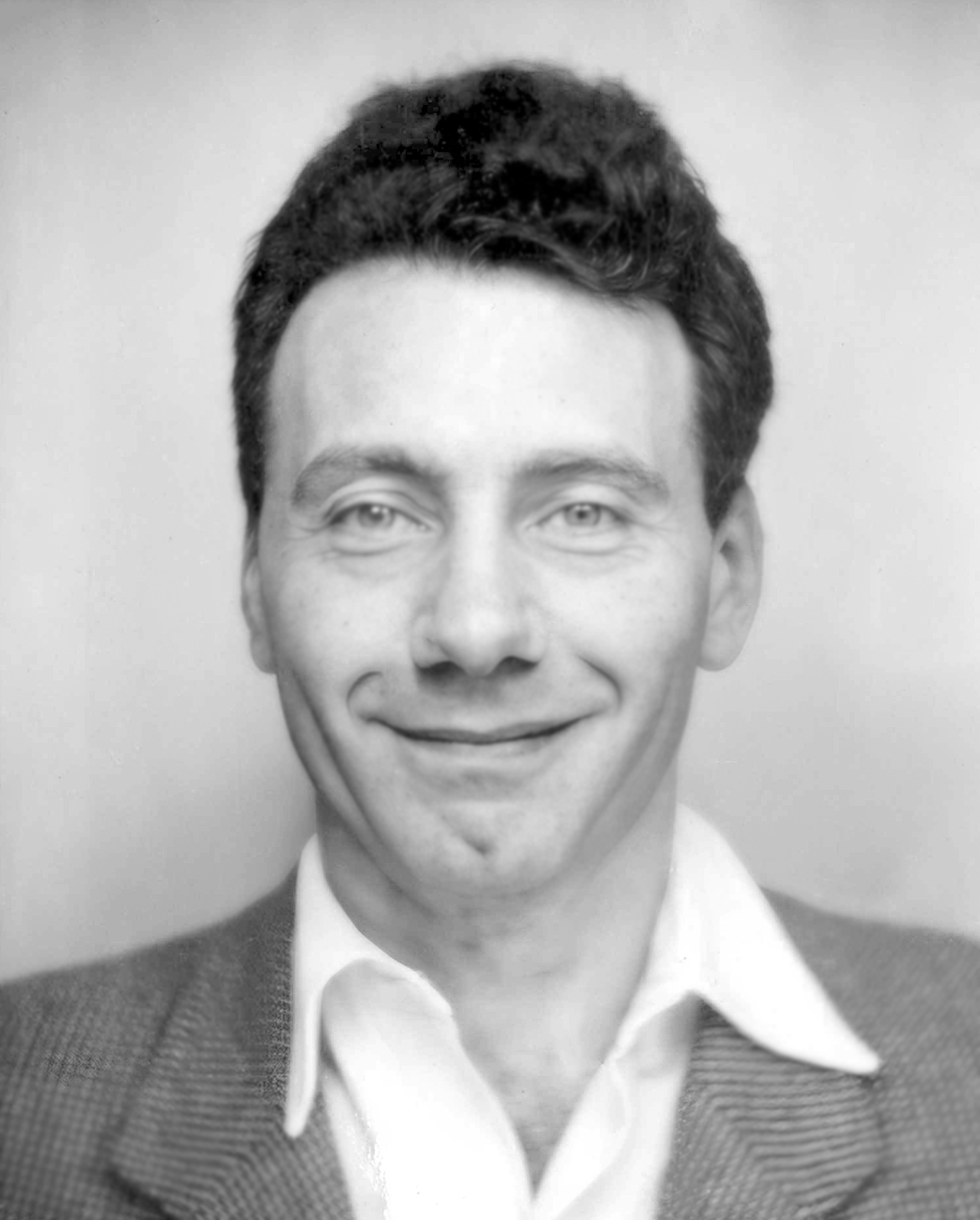
Francis Lemarque
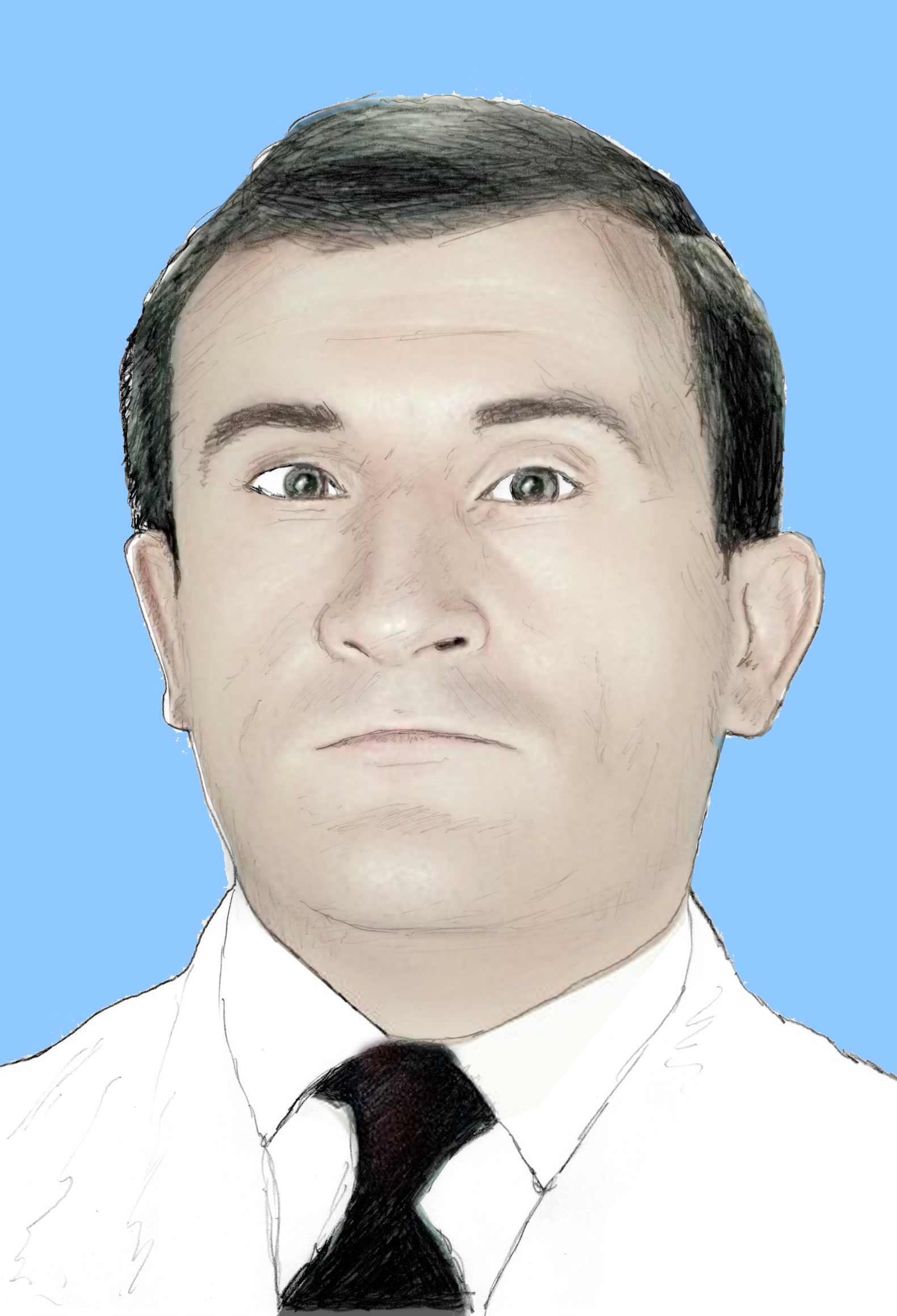
Max Montavon
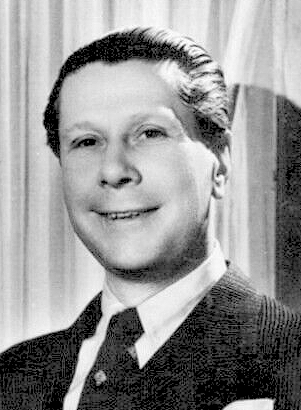
Pierre Stephen

- Titre original : Ni vu, ni connu[1]
- Réalisation : Yves Robert
- Scénario : Yves Robert, Jean Marsan et Jacques Celhay, d'après le roman L'Affaire Blaireau d'Alphonse Allais
- Assistants réalisateurs : Claude Sautet et Régis Forissier
- Musique : Jean Wiener
- Décors : Georges Lévy
- Costumes : Anne-Marie Marchand
- Maquillage : Pierre Berroyer
- Photographie : Jacques Letellier
- Chef opérateur : Jean Boffety
- Son : Jacques Lebreton
- Montage : Gilbert Natot
- Montage assistante : Marie-Josèphe Yoyotte
- Production : Jules Borkon
- Direction de production : Margot Capelier et Pierre Laurent
- Société de production : Champs-Elysées Productions
- Société de distribution : Pathé Consortium Cinéma
- Pays d’origine :  France
- Langue originale : français
- Format : noir et blanc — 35 mm — 1,66:1 — son monophonique
- Genre : comédie
- Durée : 91 minutes[2]
- Date de sortie : 23 avril 1958 (France)
- (fr) Classification CNC[2] : tous publics (visa d'exploitation no 19884 délivré le 28 septembre 1964)
- Affiche : André Bertrand (France)

## Distribution
- Louis de Funès : Léon Blaireau
- Moustache : Ovide Parju
- Noëlle Adam : Arabella de Chaville
- Madeleine Barbulée : Mme de Chaville
- Claude Rich : Armand Fléchard
- Frédéric Duvallès : M. Dubenoit, le maire
- Roland Armontel : Léon de Chaville
- Pierre Mondy : M. Bluette, le directeur de la prison
- Jean-Marie Amato : Maître Guilloche
- Lucien Hubert : Auguste
- Pierre Stephen : le procureur de la république
- Robert Vattier: M. Lerechigneux, le juge
- Paul Faivre : Victor, le gardien-chef de la prison
- Jean Bellanger : un détenu, ex-pédicure
- Grégoire Gromoff : Grégory, un détenu
- Henri Coutet : un détenu
- Max Montavon : un détenu
- Monette Dinay : Léontine, la domestique de Dubenoit
- Danièle Delorme : une admiratrice à la fête du village
- Pierre Mirat : l'hôtelier de Montpaillard
- Guy Favières : un adjoint au maire
- Marcel Rouze : un gendarme
- Charles Bayard : un assesseur du juge
- Yves Robert : le photographe lors du mariage (caméo)
- Raoul Saint-Yves : un détenu
- Jacques Couturier : un gendarme
- Francis Lemarque : le détenu siffleur
- Bernard Charlan : le docteur
- Jimmy Perrys : Antoine, le détenu ex-tailleur
- Colette Ricard : Mademoiselle Rose
- Marc Blanchard : M. Duranfort
- Jeanne de Funès : une admiratrice (non créditée)
- Avec le chien « Fous-le-camp », le corbeau « Napoléon », la pie « Lucienne », le cochon « Parju » et les membres du Club de la fine gaule

## Autour du film
Le film est tourné du 19 août au 10 octobre 1957, notamment aux studios Franstudio.
Le concours de pêche est mis en scène sur le canal de Bourgogne, plus précisément situé à Braux, à 20 km de Semur-en-Auxois. Le personnage de Blaireau (Louis de Funès) y clame régulièrement « 54 ! », son numéro de candidat au concours, à chacune de ses pêches fructueuses après avoir tapé du pied sur le sol. La scène du braconnage aux truites a eu notamment lieu dans l'Armançon ; celle où le garde-champêtre coule avec la barque, se situe sur le lac de Pont. Plusieurs autres scènes d'extérieur sont tournées en Côte-d'Or à Semur-en-Auxois (dans un hôtel de la rue du Rempart et place Notre-Dame) ainsi qu'au Château de Marigny-le-Cahouët. L'ensemble des scènes de braconnage, la scène du concours de pêche, tous les accrochages entre Blaireau et Parju, ainsi que les séquences avec le chien Fous-le-camp, sont des inventions propres au film n'existant pas dans le roman.
Deuxième rôle au cinéma pour Noëlle Adam et cinquième film de cinéma pour Claude Rich, ce long-métrage est le dernier tourné par Monette Dinay.
En illustration musicale, tout au long du film on remarque différentes adaptations de la pièce La Truite composée par Franz Schubert. Le chien nommé « fous-le-camp » s'apparente à un Jack Russell terrier dont les poils ne seraient pas tondus.

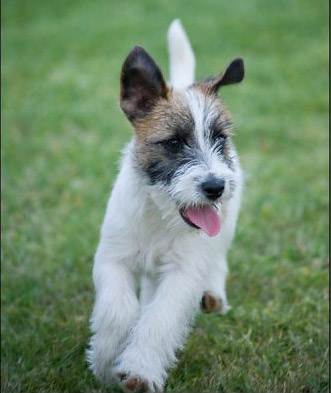
Un « cousin » du chien du film, nommé « Fous-le-camp ».

## Sortie et accueil

### Accueil critique
Le film reçoit un accueil critique favorable dès sa sortie, qui salue notamment la prestation de Louis de Funès. Pour la critique du Figaro, « Louis de Funès trouve un grand rôle, enfin, digne de sa personnalité comique » et le rôle de Blaireau « semble avoir été créé pour lui ». De même, le journal La Croix, élogieux, est ravi de le voir « pour la première fois dans un rôle dépassant les utilités ».Le magazine américain Variety, s'il n'apprécie pas le film, cite la prestation de l'acteur comme un point fort. Libération salue le talent comique de l'acteur, qui « gagne ses galons d'acteur comique ». Max Favalelli de Paris-Presse le trouve « mille fois mieux comique que Darry Cowl », le comique vedette de l'époque. Dans Le Monde, Jean de Baroncelli constate que « ses ruses, ses malices, ses clins d'œil mettent la salle en joie. Il est vraiment Guignol ». Favalelli et de Baroncelli deviennent dès lors d'indéfectibles soutiens funésiens dans la presse critique.
L'hebdomadaire protestant Réforme juge que le film et son interprète principal relèvent le niveau du cinéma comique d'alors. L'Humanité se félicite d'avoir vu une « farce, certes, mais pas « grosse farce » : on n'y trouve ni les plaisanteries grasses, ni les situations éculées qui garnissent généralement le genre ». Citant un cinéaste comique considéré de qualité, Le Figaro qu'il y a du « Jacques Tati dans cette orchestration feutrée de gags villageois, dans la peinture de ces personnages aimablement guignolesque! », mais trouve que la réalisation d'Yves Robert manque encore d'expérience.

### Box-office
Pour sa première année d'exploitation dans les salles, Ni vu ni connu est vu par 1 005 542 spectateurs, le hissant à la 63e place du box-office annuel de 1958. L'année suivante, le film poursuit modestement sa carrière sur grand écran avec 401 656 entrées supplémentaires, portant le cumul à 1 407 198 entrées. En 1965, alors que Louis de Funès triomphe avec Le Gendarme de Saint-Tropez, Fantômas et Le Corniaud, le long-métrage obtient 423 034 entrées, totalisant depuis sa sortie à 2 199 959 entrées. Finalement, Ni vu ni connu totalise 2 512 042 entrées.

### Sorties à l'étranger
En Union soviétique, le film rassemble 27,8 millions de spectateurs.

## Éditions en vidéo
À la fin des années 1980, l'éditeur René Chateau récupère les droits vidéo du film et sort une version au format 4/3 en vidéocassette, en 1991 puis en 1992.  En 1998, René Chateau et TF1 vidéo sortent le film en vidéocassette VHS, toujours en version 4/3. En 2012, Gaumont propose une édition en DVD, version 720p restaurée et format 16/9[réf. nécessaire].
En 2015, Ni vu, ni connu sort en Blu-ray, par Gaumont, dans une version restaurée. La face avant de la jaquette utilise une illustration colorisée, tandis que le film reste dans son format d'origine en noir et blanc. L'édition contient deux bonus, dont un entretien avec Bertrand Dicale, biographe de Louis de Funès, ainsi qu'une bande-annonce